# Crataegus lacrimata
Crataegus lacrimata är en rosväxtart som beskrevs av John Kunkel Small. Crataegus lacrimata ingår i Hagtornssläktet som ingår i familjen rosväxter. Inga underarter finns listade i Catalogue of Life.